# Ратій Олег Борисович
Олег Борисович Ратій (нар. 5 липня 1970, Харків, УРСР) — радянський та український футболіст, захисник. Відомий за виступами за запорізький «Металург». Майстер спорту України. Багаторічний помічник Сергія Ковальця (2009—2015).

## Кар'єра гравця
Футболом почав займатися в Харкові, спочатку в ДЮСШ № 7 (перший тренер — Марк Жеребчевскій), потім перейшов до тренера Бориса Шишкова в спортклуб ХТЗ. Після закінчення школи вступив до Харківського інженерно-будівельного інституту. Грав за збірну цього навчального закладу та паралельно за харківський «Маяк» у другій союзній лізі. Після четвертого курсу інституту зосередився на кар'єрі футболіста.
Відігравши рік у «Маяку», який у 1992 було перейменовано на «Олімпік», Ратій поїхав до сумського «Автомобіліста», який тоді тренував Сергій Страшненко. Відігравши 4 матчі — 2 на кубок України і 2 в першій лізі, отримав запрошення до «Кременя», де 5 вересня 1993 року в грі проти «Зорі» дебютував у вищій лізі чемпіонату України. Відіграв два сезони в Кременчуці, потім рік в Полтаві за «Ворсклу», знову рік виступав у «Кремені», а потім Олександр Томах запросив Олега в запорізький «Металург».
У складі «Металурга» в 1997—2003 роках у вищій лізі чемпіонату України провів 122 матчі, забив 6 голів. Був капітаном команди. Брав участь в матчах Кубка УЄФА.
В 2003 році приєднався до «Олександрії». За олександрійську команду виступав у 2003 та 2004—2005 роках. За команду з Олександрії дебютував 9 березня 2003 року в домашньому матчі Вищої ліги проти столичної «Оболоні». В тому поєдинку Олег вийшов у стартовому складі та відіграв увесь матч, а його команда святкувала перемогу з рахунком 1:0. Свій перший м'яч у футболці олександрійців забив 4 травня 2003 року на 9-ій хвилині виїзного для його команди поєдинку чемпіонату України проти сімферопольської «Таврії», але «Олександрія» все ж поступилася з рахунком 1:3. Загалом у складі «Олександрії» з 2003 по 2005 роки (з перервою) у чемпіонатах України відіграв 40 матчів та забив 6 м'ячів та ще 1 поєдинок у кубку України.
Також виступав у командах «Нива» (Вінниця), МФК «Миколаїв», «Волинь» та «Десна».

## Тренерська кар'єра
Восени 2006 року став асистентом Олега Луткова в сімферопольському «ІгроСервісі». Менш ніж через півроку на запрошення президента ФК «Гірник-Спорт» Петра Каплуна очолив комсомольський клуб.
Влітку 2008 року працював на посаді тренера дніпродзержинської «Сталі».
Під час спільних виступів у «Металурзі» познайомився з Сергієм Ковальцем. Ратій та Ковалець жили в одному номері на базі і частину вільного часу проводили разом. Коли в 2009 році Сергій Ковалець очолив «Олександрію», він покликав до себе й Ратія. З тих пір фахівці працювали разом в командах «Оболонь», «Татран» (Словаччина), «Металург» (Запоріжжя). У 2012—2015 роках Олег Ратій входив до тренерського штабу Сергія Ковальця в молодіжній збірній України.
Після багаторічного досвіду як асистента Сергія Ковальця (який влітку 2016 року був одним із претендентів на посаду головного тренера «Буковини»), в лютому 2017 року очолив чернівецьку «Буковину». Дебютував на посаді головного тренера в березні того ж року. У червні того ж року за обопільною згодою сторін співпраця була припинена. Під його керівництвом чернівецька «Буковина» зіграла 15 офіційних матчів (3 перемоги, 5 нічиїх, 7 поразок).
У 2018—2019 роках працював у харківській ДЮФСШ «Металіст 1925», зокрема, тренував команду «Металіст 1925» U-15 (2004 р.н.).
14 липня 2022 року призначений виконувачем обов'язків головного тренера харківського «Металіста». 27 січня 2023 року, після призначення виконувачем обов'язків головного тренера «Металіста» Периця Огненовича, Ратій став помічником останнього.

## Освіта
Чотири роки навчався в Харківському інженерно-будівельному інституті, після чого закінчив заочне відділення Волгоградського інституту фізичної культури. Протягом 2006—2007 років отримав тренерські дипломи УЄФА категорії: «С» та «В», стажування проходив в харківському «Металісті». У 2010 році отримав тренерський диплом УЄФА категорії: «A»; в 2013—2014 році проходив стажування в московському «ЦСКА» і відвідував міжнародні тренерські курси УЄФА в Ньйоні (Швейцарія). З 2014 року має PRO-диплом УЄФА.

## Особисте життя
Одружений, виховує трьох дітей.

## Факти
- У Вищій / Прем'єр лізі України провів 226 матчів, забив 14 голів.
- У Кубку України провів 24 матчі, забив 1 гол.
- У Кубку УЕФА провів 4 матчі.

## Досягнення

### Як гравець
- Півфіналіст Кубка України: 1999/00
- Переможець Першої ліги України: 1995/96
- Переможець Другої ліги України: 2005/06
- Бронзовий призер Другої ліги України: 2004/05

### Як тренер
як помічник Сергія Ковальця
- Володар Кубка Співдружності: 2014
- Фіналіст Кубка Співдружності: 2013